# Les Semelles de caoutchouc
Pour plus de détails, voir Fiche technique et Distribution.
Les Semelles de caoutchouc (ou Boireau - Les Semelles de caoutchouc) est un film muet français réalisé par Georges Monca, sorti en 1908.

## Fiche technique
- Titre : Les Semelles de caoutchouc
- Titre alternatif : Boireau - Les Semelles de caoutchouc
- Titre anglophone (États-Unis) : Rubber Soles
- Réalisation : Georges Monca
- Scénario :
- Photographie :
- Montage :
- Société de production : Pathé Frères
- Société de distribution : Pathé Frères
- Pays d'origine :  France
- Langue : film muet avec les intertitres en français
- Métrage : 105 mètres
- Format : Noir et blanc — 35 mm — 1,33:1 — Muet
- Genre : Comédie
- Durée : 2 minutes et 30 secondes
- Numéro de catalogue Pathé : 2519
- Dates de sortie :
  - France : décembre 1908
  - États-Unis : 7 décembre 1908
  - Danemark : 21 décembre 1908

## Distribution
- André Deed : Boireau